# Circonscription électorale d'Ishikawa
La circonscription électorale d'Ishikawa (石川県選挙区, Ishikawa-ken senkyo-ku) est une subdivision électorale de la Chambre des conseillers du Japon, représentant la préfecture d'Ishikawa. Deux conseillers y sont élus au scrutin uninominal majoritaire à un tour.

## Conseillers
| Série 1 (1947 : 1er, mandat de 6 ans) | Série 1 (1947 : 1er, mandat de 6 ans) | Élection                    | Série 2 (1947 : 2e, mandat de 3 ans) | Série 2 (1947 : 2e, mandat de 3 ans) |
| ------------------------------------- | ------------------------------------- | --------------------------- | ------------------------------------ | ------------------------------------ |
|                                       | Kamejirō Hayashiya (ja) (PD)          | 1947                        |                                      | Kōhei Nakagawa (ja) (PLJ)            |
| 1950                                  | Kamejirō Hayashiya (ja) (PD)          |                             | Kōhei Nakagawa (PL)                  |                                      |
|                                       | Tokuji Imura (ja) (Kaishintō)         | 1953                        | Kōhei Nakagawa (PL)                  |                                      |
| 1956                                  | Tokuji Imura (ja) (Kaishintō)         |                             | Kamejirō Hayashiya (PLD)             |                                      |
|                                       | Wakio Shibano (ja) (Ind.)             | 1958,                       | Kamejirō Hayashiya (PLD)             |                                      |
|                                       | Tokujirō Toribatake (ja) (Ind.)       | 1959                        | Kamejirō Hayashiya (PLD)             |                                      |
| 1962                                  | Tokujirō Toribatake (ja) (Ind.)       |                             | Kamejirō Hayashiya (PLD)             |                                      |
|                                       | Shinji Tōda (ja) (PLD)                | 1965                        | Kamejirō Hayashiya (PLD)             |                                      |
| 1968                                  | Shinji Tōda (ja) (PLD)                |                             | Takaaki Yasuda (ja) (Ind.)           |                                      |
| Hitoshi Shimasaki (ja) (PLD)          | 1971,                                 |                             | Takaaki Yasuda (ja) (Ind.)           |                                      |
| Hitoshi Shimasaki (ja) (PLD)          | 1971                                  |                             | Takaaki Yasuda (ja) (Ind.)           |                                      |
| Hitoshi Shimasaki (ja) (PLD)          | 1974                                  |                             | Takaaki Yasuda (PLD)                 |                                      |
| Hitoshi Shimasaki (ja) (PLD)          | 1977                                  |                             | Takaaki Yasuda (PLD)                 |                                      |
| Hitoshi Shimasaki (ja) (PLD)          | 1980                                  |                             | Takaaki Yasuda (PLD)                 |                                      |
| Hitoshi Shimasaki (ja) (PLD)          | 1983                                  |                             | Takaaki Yasuda (PLD)                 |                                      |
| Hitoshi Shimasaki (ja) (PLD)          | 1986                                  | Tetsuo Kutsukake (ja) (PLD) |                                      |                                      |
|                                       | Takashi Awamori (ja) (Rengō)          | Tetsuo Kutsukake (ja) (PLD) | 1989                                 |                                      |
| 1992                                  | Takashi Awamori (ja) (Rengō)          | Tetsuo Kutsukake (ja) (PLD) |                                      |                                      |
|                                       | Hiroshi Hase (Ind.)                   | Tetsuo Kutsukake (ja) (PLD) | 1995                                 |                                      |
| 1998                                  | Hiroshi Hase (Ind.)                   |                             | Sōta Iwamoto (ja) (Ind.)             |                                      |
|                                       | Tetsuo Kutsukake (PLD)                | 2000,                       | Sōta Iwamoto (ja) (Ind.)             |                                      |
| 2001                                  | Tetsuo Kutsukake (PLD)                |                             | Sōta Iwamoto (ja) (Ind.)             |                                      |
| 2004                                  | Tetsuo Kutsukake (PLD)                |                             | Naoki Okada (PLD)                    |                                      |
|                                       | Yasuo Ichikawa (PDJ)                  | 2007                        | Naoki Okada (PLD)                    |                                      |
| 2010                                  | Yasuo Ichikawa (PDJ)                  |                             | Naoki Okada (PLD)                    |                                      |
|                                       | Shūji Yamada (ja) (PLD)               | 2013                        | Naoki Okada (PLD)                    |                                      |
| 2016                                  | Shūji Yamada (ja) (PLD)               |                             | Naoki Okada (PLD)                    |                                      |
| 2019                                  | Shūji Yamada (ja) (PLD)               |                             | Naoki Okada (PLD)                    |                                      |
| Shūji Miyamoto (ja) (PLD)             | 2022,                                 |                             | Naoki Okada (PLD)                    |                                      |
| Shūji Miyamoto (ja) (PLD)             | 2022                                  |                             | Naoki Okada (PLD)                    |                                      |
| Shūji Miyamoto (ja) (PLD)             | 2025                                  |                             | Naoki Okada (PLD)                    |                                      |